# Барабашов, Валерий Михайлович
Вале́рий Миха́йлович Барабашо́в (род. 14 февраля 1942 года, село Лесково, Калачеевского района, Воронежской области) — советский и российский писатель. Автор более 40 книг прозы и публицистики, общий тираж которых превышает 1,5 миллиона экземпляров.

## Биография
Валерий Барабашов родился 14 февраля 1942 года в селе Лесково, Калачеевского района, Воронежской области.
В 1961 году Валерий Барабашов окончил речное училище в городе Горьком (ныне Нижний Новгород).
В 1967 году окончил экономический факультет Пермского университета. Работал в Перми крановщиком, инструктором горкома комсомола, в Воронеже — инженером на заводе «Электросигнал».
С 1969 по 1971 годы служил в Забайкальском военном округе.
С 1972 по 1998 годы трудовой и творческий путь писателя был прочно связан с журналистикой: корреспондент газеты «Коммуна», редактор газеты «Молодой коммунар», собственный корреспондент газеты «Гудок» по Свердловской железной дороге. Отдельной строкой писательской биографии значится работа в литературно-художественных журналах «Урал» (1979—1981) и «Подъём» (1983—1998).
С 1999 года Валерий Барабашов профессионально занимается литературной деятельностью.
Популярность Валерию Барабашову принесли такие произведения, как «Золотой киллер», «Белый кайф», «Чеченский бумеранг», «Мёртвая петля», «Стрелы мести», «Операция „Шакал“», «Донская вендетта», «Шпионский гамбит» и многие другие, посвященные сотрудникам правоохранительных органов. Книги эти издавались в Москве, Свердловске, Новосибирске, Воронеже, а также в Канаде и Китае.
По повести Валерия Барабашова «Магистраль» (первая редакция: «Жаркие перегоны», 1981) в 1983 году на «Ленфильме» снят художественный фильм с одноимённым названием.

В 1984 году на этой же киностудии вышел фильм «Дублёр начинает действовать», в котором Валерий Барабашов снимался в одной из ролей.

В 2006 году по сценарию писателя корпорацией «Арена» снят фильм «Театральный капкан» (режиссёр Михаил Кокшёнов).

## Премии и награды
Валерий Барабашов — лауреат премий:

- Союза писателей и Министерства путей сообщения СССР (1982)
- Комитета государственной безопасности СССР (1986)
- Журнала «Молодая гвардия» (1982, 1986)
- Министерства внутренних дел РФ (1999, 2007, 2010)
- Союза журналистов России (2000).

## Личная жизнь
Живёт в Воронеже.